# Air Canada Express
Air Canada Express es una marca bajo la cual Jazz Aviation opera vuelos de enlace para Air Canada. Principalmente conectan ciudades más pequeñas con los aeropuertos centrales nacionales de Air Canada y las ciudades foco, aunque ofrecen algún servicio punto a punto e internacional (Estados Unidos); por ejemplo, servicio directo desde Toronto (YYZ) a Boston (BOS).
El 26 de abril de 2011, se informó que Air Canada decidió retirar la marca Air Canada Jazz y creó la marca Air Canada Express.  Antes de establecer el nombre Express, los vuelos operaban principalmente bajo las banderas de Air Canada Jazz o Air Canada Alliance.
A partir de enero de 2020, Air Georgian ya no ofrece servicios en virtud del acuerdo de compra de capacidad. Esos servicios se transfirieron de nuevo a Jazz Aviation. El 1 de marzo de 2021, también se anunció que Sky Regional dejaría de prestar servicios en virtud del acuerdo de compra de capacidad y, por lo tanto, Jazz Aviation se convertiría en el único operador de la marca express.

## Operadores y flota

### Flota actual

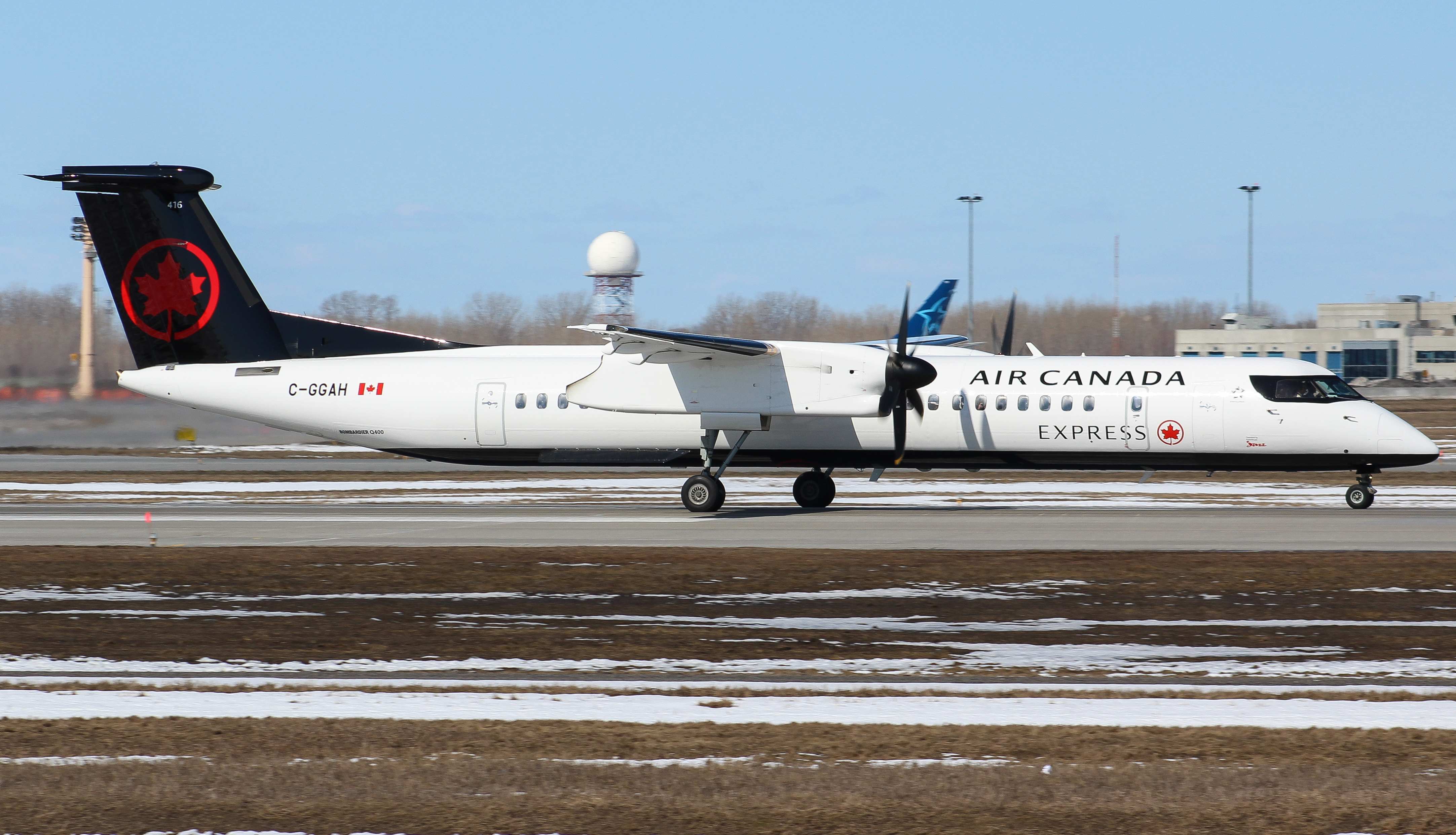
Q400 de Air Canada Express en la nueva librea.

A diciembre de 2023, la flota combinada consta de los siguientes aviones operados por estas compañías aéreas regionales:
| Operador      | Avión                          | En servicio | Pasajeros | Pasajeros | Pasajeros |
| Operador      | Avión                          | En servicio | J         | Y         | Total     |
| ------------- | ------------------------------ | ----------- | --------- | --------- | --------- |
| Jazz Aviation | De Havilland Canada Dash 8-400 | 39          | –         | 78        | 78        |
| Jazz Aviation | Bombardier CRJ200ER            | 7           | –         | 50        | 50        |
| Jazz Aviation | Bombardier CRJ900LR            | 35          | 12        | 64        | 76        |
| Jazz Aviation | Embraer E175                   | 25          | 12        | 64        | 76        |
| PAL Airlines  | De Havilland Canada Dash 8-400 | 6           |           | 76        | 76        |
| Total         |                                | 111         |           |           |           |

### Flota histórica
La marca Air Canada Express, a través de sus diversos socios de aerolíneas regionales y de cercanías, operó una variedad de aviones turbofan y biturbohélice a lo largo de los años, incluidos los siguientes tipos:

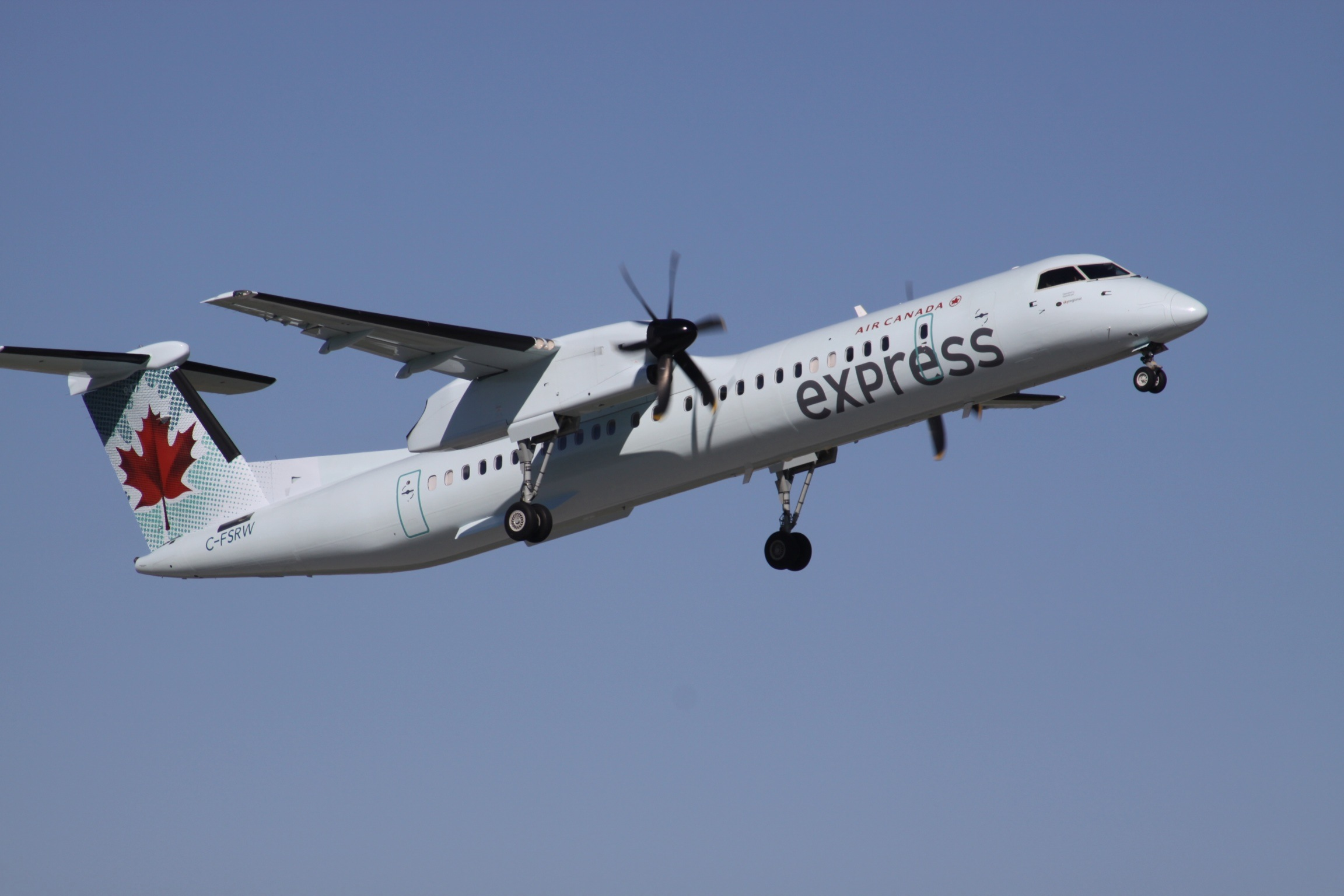
Bombardier Q400 de Air Canada Express en el Aeropuerto Internacional Pierre Elliott Trudeau.

- Bombardier CRJ100
- Beechcraft 1900D
- De Havilland Canada Dash 8-100
- De Havilland Canada Dash 8-300